# STS-104
|  | Denne artikel handler om en mission i rumfærge-programmet. For informationer om programmet se rumfærge-programmet. |
STS-104 (Space Transportation System-104) var rumfærgen Atlantis 24. rumfærge-flyvning. Hovedformålet med rummissionen var at bringe det amerikanske luftslusemodul Quest til Den Internationale Rumstation.
Tre rumvandringer blev udført for at fuldføre arbejdet.

## Besætning
- Steven Lindsey (kaptajn)
- Charles Hobaugh (pilot)
- Michael Gernhardt (missionsspecialist)
- Janet Kavandi (missionsspecialist)
- James Reilly (missionsspecialist)

## Missionen
- Opsendelse af Atlantis.
- Quest luftslusen påsættes Den Internationale Rumstation.
- Kaptajn Steven Lindsey i rumfærgens cockpit.

Hovedartikler: